# 劉廙
劉廙（180年—221年），字恭嗣，南陽安眾人，长沙定王刘发之子安众康侯刘丹的后代。漢末三國時曹魏官員。

## 生平
劉廙於約十歲（188年）前師事司馬徽。與哥哥劉望之曾被荊州牧劉表辟命為從事，但後來劉望之向劉表進諫，令二人關係轉差，劉望之於是要求回鄉。劉廙卻認為劉表會加害他，如同昔日趙簡子為了專政而殺害犢犨和鐸鳴，並想謀害孔子一樣；勸他倣效春秋時的范蠡出走，但劉望之不聽，最終遇害。劉廙亦而畏懼，出走揚州，並投效曹操。曹操於是辟命他為丞相掾屬，後轉任五官將文學，甚得時任五官中郎將的曹丕賞識。建安十八年（213年），曹操獲封魏公，建魏國，劉廙任黃門侍郎。
劉廙弟劉偉與魏諷交好，劉廙曾稱魏諷「不修德行，而專以鳩合為務，華而不實，此直攪世沽名者也」，勸戒劉偉遠離他，但劉偉不聽。建安二十四年（219年），魏諷趁曹操在關中與劉備爭奪漢中，在鄴城叛亂，劉偉亦有參與。劉廙亦因而受牽連，幸得曹操赦免，改署丞相倉曹屬，也對出手救援的陳群表示感恩。建安二十五年（220年），曹操逝世，曹丕繼任魏王，劉廙升任侍中，賜爵關內侯。
黃初二年（221年）劉廙逝世，享年四十二歲。因無子而由弟弟之子劉阜繼嗣。

## 家庭

### 兄弟
- 劉望之，劉廙兄，曾仕劉表，後被殺害
- 劉偉，劉廙弟，東漢官員，因參與魏諷叛亂而被誅

### 养子
- 劉阜，曹魏陳留太守。繼嗣

### 孫
- 劉喬，劉阜子，西晉豫州刺史

## 延伸阅读
[在维基数据编辑]
 《三國志·卷21》，出自陳壽《三國志》